# Carlos Blanco
Carlos Blanco Castañón, né le 5 mars 1928 à Madrid en Espagne et mort le 9 janvier 2011, est un joueur de football espagnol naturalisé mexicain.
Il a participé à la Coupe du monde 1954 et à la Coupe du monde 1958 avec le Mexique.